# Odder
Odder é um município da Dinamarca, localizado na região central, no condado de Arhus.
O município tem uma área de 225 km² e uma  população de 20 728 habitantes, segundo o censo de 2003.